# Gustav Freiherr von Gemmingen-Hornberg
Gustav Freiherr von Gemmingen-Hornberg (7 de dezembro de 1925 – 30 de janeiro de 2005) foi um político alemão do Partido Democrático Liberal (FDP) e ex-membro do Bundestag alemão.

## Vida
Gemmingen-Hornberg foi membro do Bundestag alemão de 11 de outubro de 1967, quando sucedeu a Hans Lenz, que havia deixado o parlamento, até 1969. Ele ingressou no parlamento através da lista do estado de Baden-Württemberg do FDP. No Bundestag, ele foi vice-presidente do Comité de Ajuda ao Desenvolvimento.

## Literatura
Herbst, Ludolf; Jahn, Bruno (2002).  Vierhaus, ed. Biographisches Handbuch der Mitglieder des Deutschen Bundestages. 1949–2002 (em alemão). München: De Gruyter - De Gruyter Saur. 1715 páginas. ISBN 978-3-11-184511-1